# Артемиде
Артемиде (грч. Νυμφαι Αρτεμισιαι) су у грчкој митологији биле нимфе, пратиље богиње Артемиде, по којој су добиле назив.

## Митологија
Било их је четрдесет или шездесет. Према Калимаховој химни Артемиди и према Нону, њихови родитељи су били Океан и Тетија, те су то биле у ствари младе Океаниде. Друге нимфе које су такође биле пратиље поменуте богиње су биле Амнисијаде и Хипербореје.

## Списак
Њихова имена је побројао Овидије у свом делу „Метаморфозе“. Имена сугеришу да се радило о Нефелама, нимфама облака. Неке Артемиде су биле:
- Крокала
- Нефела
- Псекада
- Ранида
- Фијала
- Хијала